# John Wallis

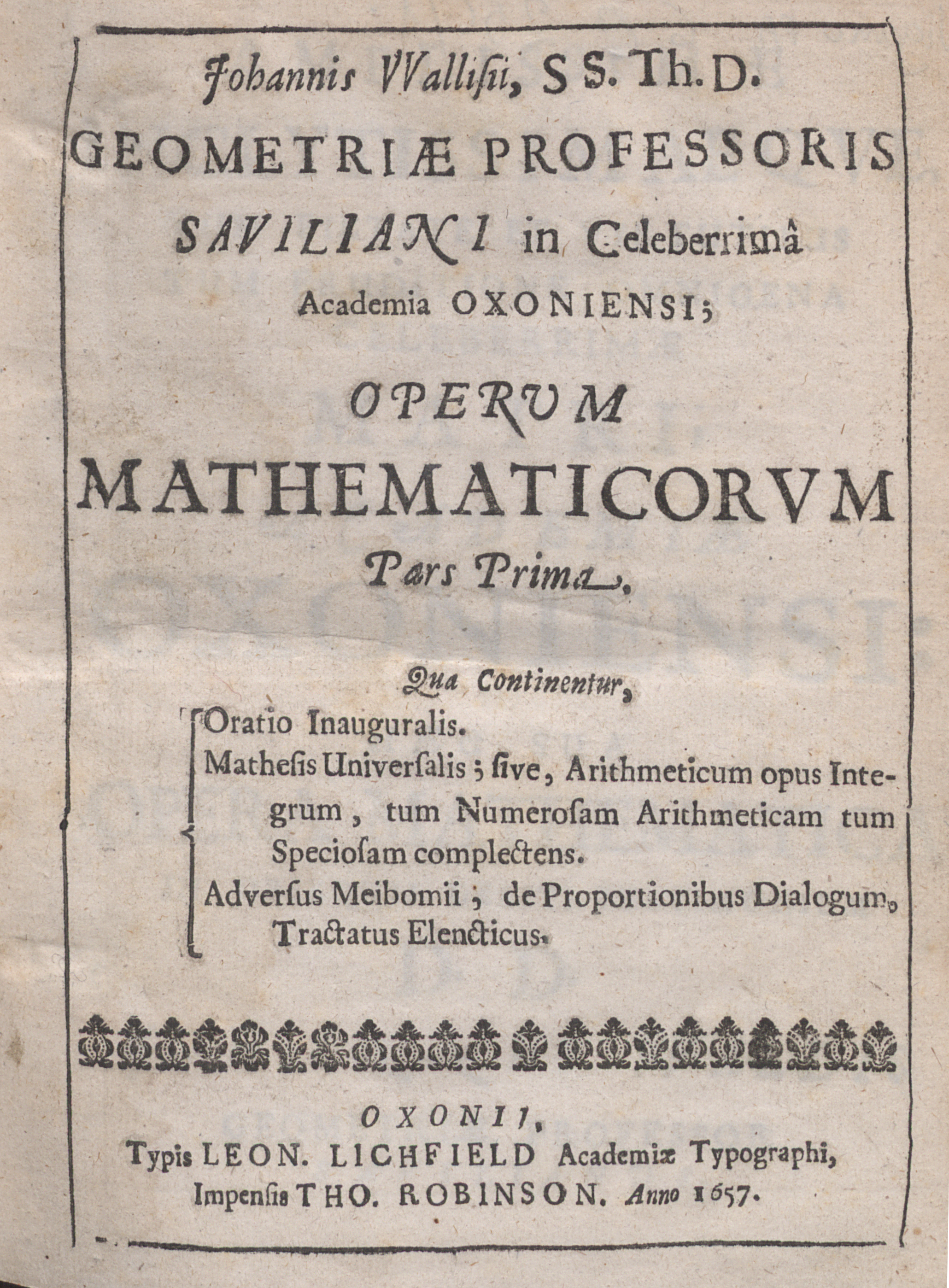
Opera mathematica, 1657

John Wallis (n. 23 noiembrie 1616, Ashford, Regatul Angliei – d. 28 octombrie 1703, Oxford, Regatul Angliei) a fost un matematician și teolog englez. A studiat la Cambridge, după care a îmbrățișat cariera ecleziastică. La 33 de ani a devenit profesor de geometrie la Oxford.
A fost un admirator al matematicii grecești, editând o parte din operele lui Arhimede (sec. 3 î.Hr.), Aristarh (sec. 3 î.Hr.),  Ptolomeu (sec. 2 d.Hr.) și Eutocius (sec. 6 d.Hr.). Lui i se datorează crearea învățământului pentru surdomuți.

## Contribuții în matematică

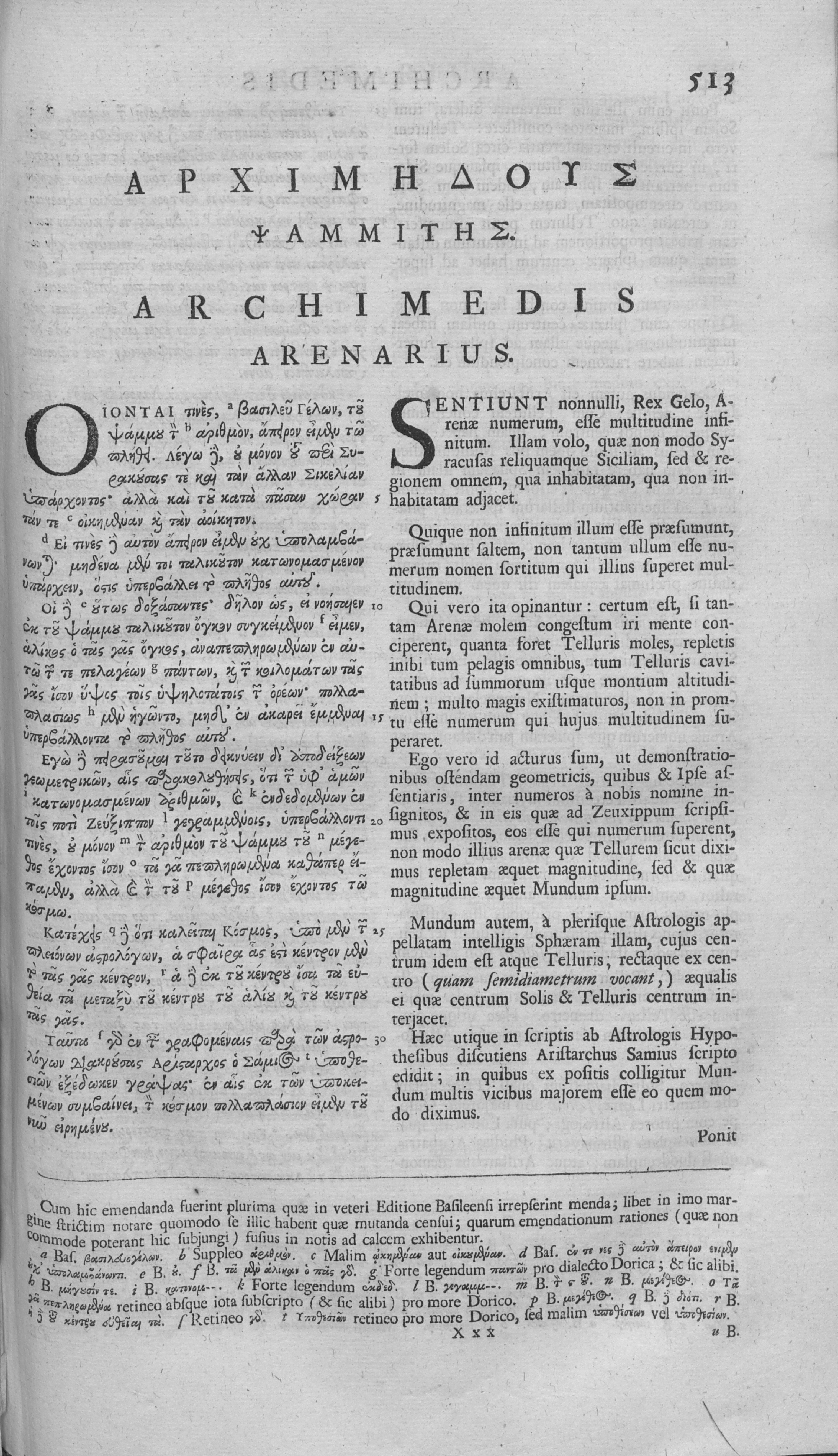
Opera mathematica, 1699

Contribuțiile aduse în matematică sunt numeroase și însemnate: a introdus (în 1657) exponenții negativi; a considerat numerele pozitive și cele negative ca opuse, respectiv, între ele; a dat diverse interpretări numerelor pur imaginare și complexe; a dedus divizibilitatea binoamelor; a înțeles (încă din 1656) faptul că 0! (factorial) trebuie considerat egal cu 1; a exprimat prin cuvinte (în 1658) importantele formule privind numărul divizorilor unui număr și suma lor.
De asemenea, a cercetat diferite sisteme de numerație, a studiat transformarea fracțiilor ordinare în numere zecimale și invers; a expus proprietățile principale ale numerelor zecimale periodice; a cunoscut că extragerea rădăcinilor pot conduce la numere zecimale neperiodice infinite; s-a ocupat cu fracțiile continue și a dat legea formării resurselor; a dat (în 1656) prima definiție a noțiunii de limită a unui șir, introducând pentru prima dată un simbol pentru infinit, și a considerat egalități, a găsit formula care redă numărul pi sub forma celebrului produs infinit de numere naturale.
A descoperit (în 1656) triunghiul caracteristic (cum l-a denumit G. Leibniz, în 1684) atât de utilizat în calculul infinitezimal; a expus o metodă nouă pentru rectificare; a efectuat cuadraturi (înainte de descoperirea calculului integral); a introdus abscisele negative. În trigonometrie, a studiat (în 1670) semnele sinusului în cele patru cadrane; a desenat sinusoida și secantoida.
De la Wallis au originea denumirile de interpolare și de mantisă (1656, respectiv, 1657).

## Opere principale
- Tractatus de selectionobus conicis, nova methodo exposits (1655)
- De algebra, tractatus historicus et practicus (1673)
- Discurse of Combinations (1685).